# Kenedi István
Kenedi István, 1945-ig Klein (Budapest, 1908. április 27. – Budapest, 1977. szeptember 4.) orvos, belgyógyász, orvos ezredes, az orvostudományok doktora (1971).

## Élete
Klein Sámuel (1882–?) nyomdatulajdonos és Offer Erzsébet (1885–1936) gyermekeként született zsidó polgári családban. 1926-ban a Budapesti V. kerületi Magyar Királyi Állami Főgimnáziumban érettségizett. Felsőfokú tanulmányait a Pázmány Péter Tudományegyetemen végezte, ahol 1932-ben summa cum laude eredménnyel orvossá avatták. 1932 és 1936 között a Szent István Kórház röntgenosztályán kezdte pályáját. 1936–1937-ban a Apponyi Poliklinika, 1938–1943-ban ismét a Szent István Kórház röntgenorvosa volt, de ezúttal díjtalan gyakornokként. 1935-ben belgyógyász szakorvosi vizsgát tett. 1943–1944-ben munkaszolgálatos volt. 1945-től 1950-ig a Magánalkalmazottak Biztosító Intézetében EEG-főorvosként és az iparegészségtan tanáraként dolgozott. 1951-től hivatásos katonaorvos, a Központi Katonai Kórház és Rendelőintézet belgyógyász-főorvosa, 1953-ban a Honvédelmi Minisztérium rendelőintézeti parancsnoka, 1954–1974-ben a Központi Katonai Kórház kardiológiai osztályának vezetője volt. Körülbelül 150 tudományos közleménye és több könyvfordítása jelent meg. 1958-ban védte meg kandidátusi értekezését, és 1971-ben az orvostudományok doktora lett.
Több külföldi kongresszuson és tanulmányúton vett részt. Munkássága a belgyógyászat jelentős területeit felölelte, főleg az idegrendszer és a szív betegségei foglalkoztatták: a szívzörejek értékelése a katonai alkalmasság szempontjából, a szervezett szívhibák, valamint a csapatorvos elektrokardiográfiai ismeretének bővítése álltak közleményeinek középpontjában. A Honvédorvos című folyóiratban elsősorban a fiatalkori kardiológia problémáival foglalkozott:.
Házastársa Földiák Zsuzsanna (1912–1998) volt, Földiák Simon könyvelő és Vári Olga lánya, akit 1937. június 1-jén Budapesten vett nőül.
Gyermekei dr. Kenedi Péter és dr. Major Péterné.
A Farkasréti temetőben nyugszik.

## Főbb művei
- Az üzemorvos kézikönyve (szerk., Budapest, 1947)
- A szívbajos munkás helye az ipari termelésben (Budapest, 1949)
- Üzemegészségügy (Budapest, 1950)
- Népbetegségek alakulása fiatal férfi lakosságunknál (Kristóf S. – Gilló F. szerk., Budapest, 1955)
- Intranarcon próba az idegrendszeri eredetű funkcionális EKG-elváltozások felismerésére. Rochlitz Károly és Selmec Imrével. (Budapest, 1956)
- Kísérleti gyorsulásos agyrázkódásban létrejött EKG-eltérések. Csandra Endrével. (Budapest, 1958)
- Az agykéreg elektromos ingerlésének hatása az EKG-ra. Csandra Endrével. (Budapest, 1959)
- A szabálytalan elektrokardiogramm egy napon belüli [diurnalis] változásáról. Bige Gézával. (Budapest, 1959)
- A munkaköri alkalmasság orvosi elbírásának irányelvei (Rózsahegyi István szerk., Budapest, 1960)
- Kórismézési problémák áthatoló szívtáji lövés esetén. Novák Jánossal. (Budapest, 1961)
- A mitralis stenosis műtéti indikációja a 4. stadiumban. Littmann Imrével. (Budapest, 1961)
- Újabb adatok a caissonmunkások EKG-eltérésének keletkezéséhez és a szívelváltozás dinamikájához. Rózsahegyi Istvánnal. (Budapest, 1962)
- A szív- és érbetegek rehabilitációja (Budapest, 1963)
- Hyperakut szimmetrikus akrogangraenával járó polyarteritis nodosa esete. Társszerzőkkel. (Budapest, 1963)
- Ritka kórképek (Braun Pál szerk., Budapest, 1968)
- Belbetegségek elkülönítő diagnózisa (Magyar Imre szerk., Budapest, 1977)

### Fordításai
- Boris Pavlovič Kušelevskij: Az alvadásgátló kezelés alapjai. Ford. és kieg. (Budapest, 1961)
- B. V. Petrovszkij – J. Z. Kozlov: A szívaneurysma. Ford. (Budapest, 1968)